# Міжнародний день шахів

Міжнародний день шахів (англ. International Chess Day) — міжнародне свято, присвячене грі в шахи. Відзначається щорічно 20 липня.

## Історія та святкування
20 липня 1924 року була створена ФІДЕ. З тих пір членами ФІДЕ кожного року дата 20 липня відзначалася як дата створення цієї Організації.
Міжнародний день шахів відзначається з 1966 року. Ініціатива створення такого свята належить Всесвітній шаховій федерації (ФІДЕ). Цього дня під її егідою проводяться різноманітні тематичні заходи та змагання. На прохання ФІДЕ ЮНЕСКО з 1966 року святкує «Міжнародний день шахів».

## Деньшахів в Україні
1 листопада 2011 року Постановою Верховної Ради України «враховуючи вагомі досягнення українських шахістів у змаганнях на міжнародному рівні, з метою привернення уваги суспільства, органів державної влади і громадських об'єднань до шахового спорту як високоінтелектуального, доступного і наймасовішого виду спорту, забезпечення державної підтримки і розвитку шахів, примноження потенціалу та популяризації шахів серед молоді, зміцнення міжнародного авторитету України завдяки досягненням шахістів» проголошено 20 липня День шахів в Україні.